# 裴粛
裴 粛（はい しゅく、生没年不詳）は、北周から隋にかけての政治家。字は神封。本貫は河東郡解県。

## 経歴
裴侠の子として生まれた。若い頃は梁毗と交友した。北周に仕えて、給事中士を初任とし、御正下大夫に累進した。行軍長史として韋孝寛の下で淮南への攻撃に従軍した。580年、楊堅が丞相となると、裴粛は「武帝が華北を平定して、墓の土もまだ乾かないというのに、王朝をあらためようとは、天道はいったいどこにあるのか」と嘆いた。楊堅はこれを聞いて不快に思い、裴粛を家に蟄居させた。
585年、膳部侍郎に任ぜられた。587年、朔州総管長史に転じ、また貝州長史となって、有能で知られた。仁寿年間、皇太子楊勇・蜀王楊秀・左僕射高熲らが失脚すると、裴粛は「楊勇や楊秀を小国に封じて、改悛の情を見るべきである」と書いて奏上した。文帝（楊堅）は「裴粛は我が家のことを心配して、これまた至誠である」と楊素に言い、裴粛を召し出して入朝させた。皇太子楊広がこのことを聞くと、「楊勇の待遇を変えさせることで、何を望んでいるのだろうか」と張衡に訊ねた。張衡は「裴粛の意図をみるに、呉の太伯や漢の東海王（劉彊）のようにさせたいのでしょう」と答えたので、楊広は喜ばなかった。裴粛が上京して、含章殿で文帝と会うと、文帝は「わたしは貴くして天子となり、富は四海にある。後宮で寵愛したものは、数人に過ぎず、楊勇以下の子は、みな同じ母（独孤皇后）から生まれた。けっして軽々しく廃立をおこなったわけではない」と裴粛に言い、楊勇を再び取り立てる意志のないことを示した。
604年、文帝が死去して煬帝（楊広）が即位すると、裴粛は長いあいだ任用されなかった。後に嶺南地方の治安が悪化したため、裴粛は永平郡丞に任用されて、民心を得た。1年あまりして死去した。享年は62。南方の少数民族たちは裴粛を追慕して、鄣江の浦に廟を建ててまつった。
子に裴尚賢があった。

## 伝記資料
- 『隋書』巻62 列伝第27
- 『北史』巻38 列伝第26